# La Madonna del Passeggio
La Madonna del Passeggio (en français : « La Madone de la Promenade ») est une peinture religieuse de Raphaël, de 1516 environ, conservée à la Galerie nationale d'Écosse à Édimbourg. 

## Histoire
L’œuvre, qui fut possédée par la reine Christine de Suède et le duc de Bracciano Giovan Antonio Orsini, entra ensuite dans la collection du Duc d'Orléans et, de 1792 à 1945, dans celle d’Ellesmere à Londres, passant ensuite au musée du legs Bridgewater avec d’autres œuvres de Raphaël, comme La Sainte Famille au palmier et La Madone Bridgewater.

## Thème
La Madonna del Passeggio est une construction symbolique de Sainte Famille conforme à l'iconographie chrétienne représentant ensemble Marie et   l'Enfant Jésus accompagnés de Joseph et du petit saint Jean-Baptiste. La scène est placée de plus dans le  décor d'une autre situation de l'art sacré, la  Fuite en Égypte (qui ne comprend habituellement que les trois premiers protagonistes).

« C'est la rencontre de la Sainte Famille et de saint Jean qui vit dans la solitude. Il offre des fruits sauvages aux voyageurs, puis les deux enfants parlent longuement et avec gravité des jours d'épreuve qui vont venir. Enfin ils se séparent et la Vierge, avant de partir, embrasse le petit saint Jean »

— D'après les Méditations de saint Bonaventure.

## Description
Dans un décor champêtre, au centre, Marie en contrapposto, soutient devant elle l'Enfant Jésus nu également en contraposto ; elle pose la main droite sur la tête du petit saint Jean légèrement voûté regardant de près  dans les yeux son cousin Jésus ; il s'appuie sur  son bâton de roseau à croix, et un phylactère se déroule entre eux.
Joseph à distance, vêtu de jaune et portant un baluchon avec un bâton sur son épaule, est placé derrière un buisson sur la gauche de la composition, et regarde la scène en tournant la tête. 
Le décor du fond comporte un cours d'eau, et au-delà, des frondaisons avec un temple et une montagne et une ville avec ses tours dans le lointain bleuté sous un ciel ennuagé.

## Analyse
La scène est inspirée des légendes populaires de la jeunesse de saint Jean Baptiste,  portant sa peau de bête et   la croix de  son bâton présageant son avenir commun avec Jésus dont  celui du baptême du Christ confirmé par la présence du cours d'eau, le Jourdain, et sa déférence envers lui par sa pose présente.
Si le dessin est généralement attribué à Raphaël, la peinture, qui illustre une étude minutieuse des types de figure de Raphaël est attribuée par certains critiques d'art à son disciple Giovan Francesco Penni.